# Тимур (театр)
Самый неклассифицированный театр Харькова 
Театр «Тимур» — детский театр в Харькове.

## История
В 1976 г. Василий Сидин, бывший актёр харьковского ТЮЗа, с детьми, которые были в списке детской комнаты милиции, создал театр, который в начале располагался в Доме культуры Коминтерновского района Харькова. Театр получил название «Сорванцы».
В 1979 г. театр сменил название на «Тимур» после того, как  В. Сидин открыл творчество Гайдара. Театр влился в тимуровское движение, был открыт музей Аркадия Гайдара и библиотека-читальня. Театр посетил с гастролями родину писателя — г. Арзамас. «Радость людям» — стало девизом театра 1980-х годов. Каждое лето театр выезжал в лагеря труда и отдыха, где после работы в поле юные актеры давали спектакли и концерты.
В репертуар театра чаще всего попадала детская классика: Марк Твен, Астрид Линдгрен, Туве Янссон, Роберт Льюис Стивенсон. Рождаются уникальные спектакли — «Русские потешки», «Плуф, или Маленький призрак», «Приключения Гуталина», «Питер Пен», «Тим Талер, или проданный смех», «Ковбойская история», «Приключения Гекльбери Финна», «Том Сойер», «Канакапури».
В 1984 году «Тимур» переехал во Дворец культуры строителей, где работает и поныне. Для актеров театр стал настоящей, серьёзной работой: после репетиций они сами готовят реквизит и костюмы.
В 1987 году театру «Тимур» было присвоено почётное звание образцового. В 1980-х репертуар театра меняется, и появились поэтические спектакли «Как прекрасен этот мир!», «Метель» М. И. Цветаевой, «Мальчик и девочка», «Я родом не из детства — из войны», «Мой сумасшедший папа», «33 страницы про любовь». Кроме того, на каждые новогодние каникулы театр ставит новые спектакли и праздничные концерты.
В 1994 году театр приобретает иную направленность, и ключевой темой становится духовность, проблемы добра и зла, театр заставляет задуматься зрителя. Меняется содержание и атмосфера спектаклей. Так, традиционные новогодние праздники становятся Рождественскими: «Ночь перед Рождеством», «Рождественский колокольчик», «Отель твоего сердца», «Рождественская Земля».
Важным событием в жизни театра стала постановка музыкальной мистерии «Свет Рождественской Звезды» и поэтической проповеди «Возврати себе Храм». Главной проблемой стала проблема сохранения в человеке человеческого. Этой проблемой пропитаны спектакля «Томасина», «Звездный мальчик», «Дети Ноя», «Следы на снегу». В 2004—2006 гг. на «Радио Слобожанщины» транслировались радиоспектакли «Возвращение маленького принца», «Томасина».
2007 год снова меняет образ театра, тогда были поставлены спектакли «Сестра моя Русалочка», «Зеленое знамя надежды», «Алые паруса» и «Пожалуйста, живи!». Теперь театр поднимает сложные проблемы нравственности общества. Спектакли приобретают мелодраматический характер с не всегда весёлым финалом.
С 2010 года театр начал проводить благотворительные спектакли с целью сбора средств для тяжело больных детей. Для этого был специально поставлен спектакль «Пожалуйста, живи!». 29-30 октября 2010 года театр «Тимур» был на гастролях в Киеве, где дал 2 благотворительных спектакля с целью собрать средства на медицинскую технику для онкобольных детей. 27 ноября 2010 года, в день 60-летия руководителя В. Сидина, был дан спектакль «Пожалуйста, живи!», для спасения жизни больной девочки Маргариты Никитиной, которой после пообещал помочь Геннадий Кернес.
Театр посетил с гастролями многие города Украины, России, Польши, среди которых были Киев, Евпатория, Донецк, Житомир, Москва, Варшава. Традиционными каждой весной с середины 1990-х гг. становятся поездки в Москву к единомышленникам театра.
12 сентября 2011 года умер художественный руководитель театра Василий Сидин. Новым художественным руководителем стал Антон Жиляков — воспитанник театра «Тимур».

## Деятельность театра
Во время весенних школьных каникул театр «Тимур» и одноименный благотворительный фонд, основанный театром, проводят фестиваль «Дух дышит, где хочет», в рамках которого свои спектакли показывают детские театры из Харькова и других городов Украины. Гостями фестиваля становятся актёры, режиссёры, музыканты, художники и священники различных христианских конфессий. Каждое лето актёры театра отправляют в лагеря, который называют загородной дачей «Ковчег».
Каждый год 11 ноября проходит празднование символического Дня рождения театра. Благотворительным фондом «Тимур» бизнесменам, политикам, художникам и журналистам, которые помогали театру или же сделали значительный вклад для развития детской культуры, вручается награда «Пробуждение», лауреатами которой за эти годы становились Михаил Пилипчук, Татьяна Демина, Евгений Кушнарёв и многие другие.
За годы творческой деятельности «Тимуром» было поставлено более 80 полнометражных спектаклей, многие из которых были сыграны на сцене до 50 раз, большое количество разовых постановок, посвященных различным датам и событиям.